# 刘定逌
刘定逌（1720年—1806年），字叙臣、又字叔达，号灵溪，广西武缘（今武鸣）人，壮族，清朝政治人物，進士出身。

## 生平
雍正二十年（1734）时于县试中案首，进入学宫。乾隆六年（1741）考取贡生，乾隆九年（1744年）参加广西乡试，中举人第一名（解元）。乾隆十三年（1748年）登戊辰科進士，授翰林院编修。但因故触怒了和珅，被诬以“大考论事不如式”被劾而归。乾隆二十二年（1757年）“载书五车”归乡，写下“千年成此恨，耿耿不能磨”的诗句。
此后先在隆安县驮厚村教私塾，后在家乡葛阳社学授徒，不久被思恩府聘为阳明书院长。乾隆二十八年（1763年）主讲浔州府（今桂平）浔阳书院，任浔州府山长。乾隆四十年（1775年）掌教桂林秀峰书院，任秀峰书院山长。期间，制定了《秀峰书院学规》，写《“三难”通解训言》悬于书院讲堂，作为学生行动准则长达百年之久。嘉庆六年（1801年）主讲宾州（今宾阳县）书院，任书院山长。著有《论语讲义》、《四书讲义》、《读书六字诀》、《刘氏族谱》、《刘灵溪诗稿》、《灵溪文集》等。
嘉庆九年（1804年）于八十四岁高龄受邀以乾隆甲子科乡试解元身份重赴鹿鸣宴。广西巡抚张百龄手书“玉清尊宿”表其门，尊他为德高望重的学界前辈。死后，武缘县壮族乡亲于县城孔庙的乡贤祠中设立牌位祀奉他。纪念他为当地的教育事业和壮族文化所做出的重要贡献。

## 其它
为桂林秀峰书院撰联：
于三纲五常内力尽一分，就算一分真事业；
向六经四子中尚论千古，才识千古大文章。